# Ben Wallace
Ben Camey Wallace (rođen 10. rujna 1974.) je američki umirovljeni profesionalni košarkaš. Rođen u Alabami, Wallace je pohađao Cuyahoga Community College i University of Virginia Union, a 1996. potpisao je s Washington Bullets (kasnije Wizards) kao neodabrani slobodni agent.  
U svojoj karijeri NBA, Wallace je igrao s Washington Bullets / Wizards, Orlando Magic, Detroit Pistons, Chicago Bulls i Cleveland Cavaliers. 
Četiri je puta osvojio nagradu NBA Defensive Player of the Year, rekord koji dijeli s Dikembeom Mutombom. U devet sezona s Pistonsima (2000-2006, 2009-2012), Wallace je nastupio s dva NBA Finala ( 2004 i 2005 ) i 2004. osvojio prvenstvo s Pistonsima. Pistonsi su umirovili njegov broj 3 u 2016. godini.

## Sveučilište
Wallace je košarku počeo igrati na trećoj godini sveučilišta. Nakon što je počeo igrati košarku, odmah je do izražaja došao njegov obrambeni talent. Prosječno je bilježio 17 skokova i 6.9 blokada po utakmici. Prebacuje se na sveučilište "Virginia Union" i u njihovom dresu u prosjeku je bilježio 13.4 poena i 10 skokova. Predvodio je svoje Pantere do rekordnog omjera 28-3. Kao senior osvojio je brojna priznanja, a neka od njih su All-CIAA prva petorka i All-American prva petorka.

## NBA karijera

### Rana karijera
Nije bio izabran od strane nijedne momčadi na NBA draftu 1996. godine. Nakon povratka iz Italije, kao nedraftirani igrač potpisao je za Washington Bulletse. 1999. godine mijenjan je u Orlando za Tima Leglera, Terryja Davisa i Jeffa McInnisa.

### Detroit Pistons
Dana 3. kolovoza 2000. Wallace je sa suigračem Chuckyem Atkinsonom mijenjan u Pistonse za Granta Hilla, ali je ta razmjena bila iznenađujuća jer su Pistonsi time izgubili važnog igrača. Nakon zamjene, Wallace je redovito biran za najboljeg obrambenog igrača (2002.,2003.,2005.,2006.) i izabran je šest puta u All-Defensive petorku. U sezonama 2001./02. i 2002./03. predvodio je NBA ligu u skokovima i blokadama. U sezoni 2002./03. prvi puta je izborio nastup na All-Star utakmici, kao startni centar Istočne konferencije. U sezoni 2003./04., Wallace je s Pistonsima osvojio svoj prvi i zasada jedini NBA naslov protiv Los Angeles Lakersa. U studenom 2004., Wallace je sudjelovao u tučnjavi koja se dogodila na utakmici između Pistonsa i Pacersa. Uprava NBA lige kaznila ga je sa šest utakmica neigranja.

### Chicago Bulls
3. lipnja 2006., Wallace je potpisao četverogodišnji ugovor vrijedan 60 milijuna $. U dvije odigrane sezone mučio se s ozljedama koljena, ali uspio je u prosjeku bilježiti 5.7 poena, 9.7 skokova, 1.9 asistencija i 2 blokade po utakmici. 

### Cleveland Cavaliers
21. veljače 2008., Wallace je mijenjan u Cleveland Cavalierse kao dio razmjene između tri kluba, tj. Seattle SuperSonicsa i Chicago Bullsa. Premješten je na poziciju krilnog centra, gdje bi pod košem u tandemu s Ilgauskasom donio nadmoć Cavsima u obrani. U sezoni 2007./08., Wallace je upisao 22 nastupa u početnoj petorci i prosječno je postizao 4.2 poena, 7.4 skokova 1.7 blokada, a u 72 odigrane utakmice u prosjeku je postizao 4.8 poena, 8.4 skokova i 1.6 blokada. U doigravanju je upisao 13 nastupa i prosječno bilježio 3.2 poena, 6.5 skokova i 1.1 blokadu po utakmici.
24. lipnja 2009. mijenjan je zajedno s Sašom Pavlovićem i 46. izborom drafta 2009. godine u Cleveland Cavalierse za Shaquillea O'Neala. Wallace je u posljednjoj godini ugovora trebao zaraditi 14 milijuna dolara, ali su Phoenix Sunsi dogovorili otkup ugovora i Wallace je pripalo 10 milijuna dolara. Time je postao slobodnim igračem na tržištu, ali je najavio mogućnost umirovljenja zbog silnih ozljeda.

### Povratak u Pistonse
7. kolovoza 2009. dogovorio je jednogodišnju suradnju sa svojim bivšim klubom Detroit Pistonsima.Nekada je nosio dres broj 3 s Pistonsima, ali je nakon povratka promijenio dres na broj 6, dopuštajući Rodneyju Stuckeyu da zadrži taj broj. 11. srpnja 2010. Wallace je pristao na dvogodišnji ugovor s Pistonsima.  
Dana 4. kolovoza 2010. Wallace je ponovno potpisao s Pistonsima. 30. studenog 2010., u 90-79 gubitku od Orlando Magica, Wallace je nadmašio 10.000 skokova za svoju karijeru, postajući 34. igrač u povijesti NBA-a koji je dostigao taj broj. 
22. prosinca 2010, u 115-93 pobijedi protiv Toronto Raptors, Wallace je odigrao svoju 1.000 utakmicu postajući 95. igrač u povijesti NBA koji je postigao ovaj rekord. 14. veljače 2012., Wallace je odigrao svoju 1,055 utakmicu, nadmašujući rekord koji je Avery Johnson držao za najviše utakmica od strane nedraftanog igrača. 
Dana 16. siječnja 2016., Pistonsi su umirovili Wallaceov dres broj 3. 

## Privatni život
Wallace je ima troje djece sa svojom ženom Chandom. Otac je dvojice sinova Bena Jr. i Brycea, te djevojčice Baile. Trenutno živi na Moreland Hillsu u Ohiju.

## Rekordi
- Jedini igrač u NBA povijesti koji je četiri sezone zaredom ostvarivao 1000 skokova, 100 blokada i 100 uukradenih lopti (2001. – 04.)
- Jedan od trojice igrača koji su ostvarili 150 blokada i 100 ukradenih lopti sedam sezona zaredom (2001. – 07.) (rekord dijeli s Hakeemom Olajuwonom i Davidom Robinsonom).
- Jedan od petorice igrača u NBA povijesti koji su NBA ligu predvodili u skokovima i blokadama iste sezone( rekord dijeli s Kareemom Abdulom-Jabbarom, Billom Waltonom, Hakeemom Olajuwonom i Dwightom Howardom).
- Jedan od trojice igrača koji su u jednoj sezoni imali prosjek od 15 skokova i 3 blokade (rekord dijeli s Kareemom Abdulom-Jabbarom i Bobom McAdoom).
- Jedini nedraftirani igrač u NBA povijesti koji je izborio nastup na All-Star utakmici
- Jedan od dvojice igrača koji su nagradu za najboljeg obrambenog igrača lige osvajali četiri puta (rekord dijeli s Dikembeom Mutombom).

## NBA statistika

### Regularni dio
| Godina    | Klub       | Odig. uta. | Uta. poč. | Min. | 2P%  | 3P%  | Sl. bac.% | Skok. | Asist. | Ukr. lop. | Blok. | Poena |
| --------- | ---------- | ---------- | --------- | ---- | ---- | ---- | --------- | ----- | ------ | --------- | ----- | ----- |
| 1996./97. | Washington | 34         | 0         | 5.8  | .348 | .000 | .300      | 1.7   | .1     | .2        | .3    | 1.1   |
| 1997./98. | Washington | 67         | 16        | 16.8 | .518 | .000 | .357      | 4.8   | .3     | .9        | 1.1   | 3.1   |
| 1998./99. | Washington | 46         | 16        | 26.8 | .578 | .000 | .356      | 8.3   | .4     | 1.1       | 2.0   | 6.0   |
| 1999./00. | Orlando    | 81         | 81        | 24.2 | .503 | .000 | .474      | 8.2   | .8     | .9        | 1.6   | 4.8   |
| 2000./01. | Detroit    | 80         | 80        | 34.5 | .490 | .250 | .336      | 13.2  | 1.5    | 1.3       | 2.3   | 6.4   |
| 2001./02. | Detroit    | 80         | 80        | 36.5 | .531 | .000 | .423      | 13.0  | 1.4    | 1.7       | 3.5   | 7.6   |
| 2002./03. | Detroit    | 73         | 73        | 39.4 | .481 | .167 | .450      | 15.4  | 1.6    | 1.4       | 3.2   | 6.9   |
| 2003./04. | Detroit    | 81         | 81        | 37.7 | .421 | .125 | .490      | 12.4  | 1.7    | 1.8       | 3.0   | 9.5   |
| 2004./05. | Detroit    | 74         | 74        | 36.1 | .453 | .111 | .428      | 12.2  | 1.7    | 1.4       | 2.4   | 9.7   |
| 2005./06. | Detroit    | 82         | 82        | 35.2 | .510 | .000 | .416      | 11.3  | 1.9    | 1.8       | 2.2   | 7.3   |
| 2006./07. | Chicago    | 77         | 77        | 35.0 | .453 | .200 | .408      | 10.7  | 2.4    | 1.4       | 2.0   | 6.4   |
| 2007./08. | Chicago    | 50         | 50        | 32.5 | .373 | .000 | .424      | 8.8   | 1.8    | 1.4       | 1.6   | 5.1   |
| 2007./08. | Cleveland  | 22         | 22        | 26.3 | .457 | .000 | .432      | 7.4   | .6     | .9        | 1.7   | 4.2   |
| Ukupno    |            | 847        | 732       | 31.4 | .473 | .116 | .418      | 10.5  | 1.4    | 1.3       | 2.2   | 6.5   |
| All-Star  |            | 4          | 2         | 21.5 | .400 | .000 | .000      | 7.0   | .5     | 2.0       | 1.2   | 3.0   |

### Doigravanje
| Godina    | Klub      | Odig. uta. | Uta. poč. | Min. | 2P%  | 3P%  | Sl. bac.% | Skok. | Asist. | Ukr. lop. | Blok. | Poena |
| --------- | --------- | ---------- | --------- | ---- | ---- | ---- | --------- | ----- | ------ | --------- | ----- | ----- |
| 2001./02. | Detroit   | 10         | 10        | 40.8 | .475 | .000 | .436      | 16.1  | 1.2    | 1.9       | 2.6   | 7.3   |
| 2002./03. | Detroit   | 17         | 17        | 42.5 | .486 | .000 | .446      | 16.3  | 1.6    | 2.5       | 3.1   | 8.9   |
| 2003./04. | Detroit   | 23         | 23        | 40.2 | .454 | .000 | .427      | 14.3  | 1.9    | 1.9       | 2.4   | 10.3  |
| 2004./05. | Detroit   | 25         | 25        | 39.2 | .481 | .000 | .461      | 11.3  | 1.0    | 1.7       | 2.4   | 10.0  |
| 2005./06. | Detroit   | 18         | 18        | 35.7 | .465 | .000 | .273      | 10.5  | 1.7    | 1.3       | 1.2   | 4.7   |
| 2006./07. | Chicago   | 10         | 10        | 36.9 | .566 | .000 | .500      | 9.5   | 1.4    | 1.5       | 1.7   | 8.7   |
| 2007./08. | Cleveland | 13         | 13        | 23.4 | .515 | .000 | .350      | 6.5   | 1.2    | .6        | 1.1   | 3.2   |
| Ukupno    |           | 116        | 116       | 37.5 | .480 | .000 | .423      | 12.2  | 1.5    | 1.7       | 2.1   | 8.0   |

## Vanjske poveznice
- Profil na NBA.com
- Profil  Arhivirana inačica izvorne stranice od 12. svibnja 2013. (Wayback Machine) na Basketball-Reference.com